# 香流川

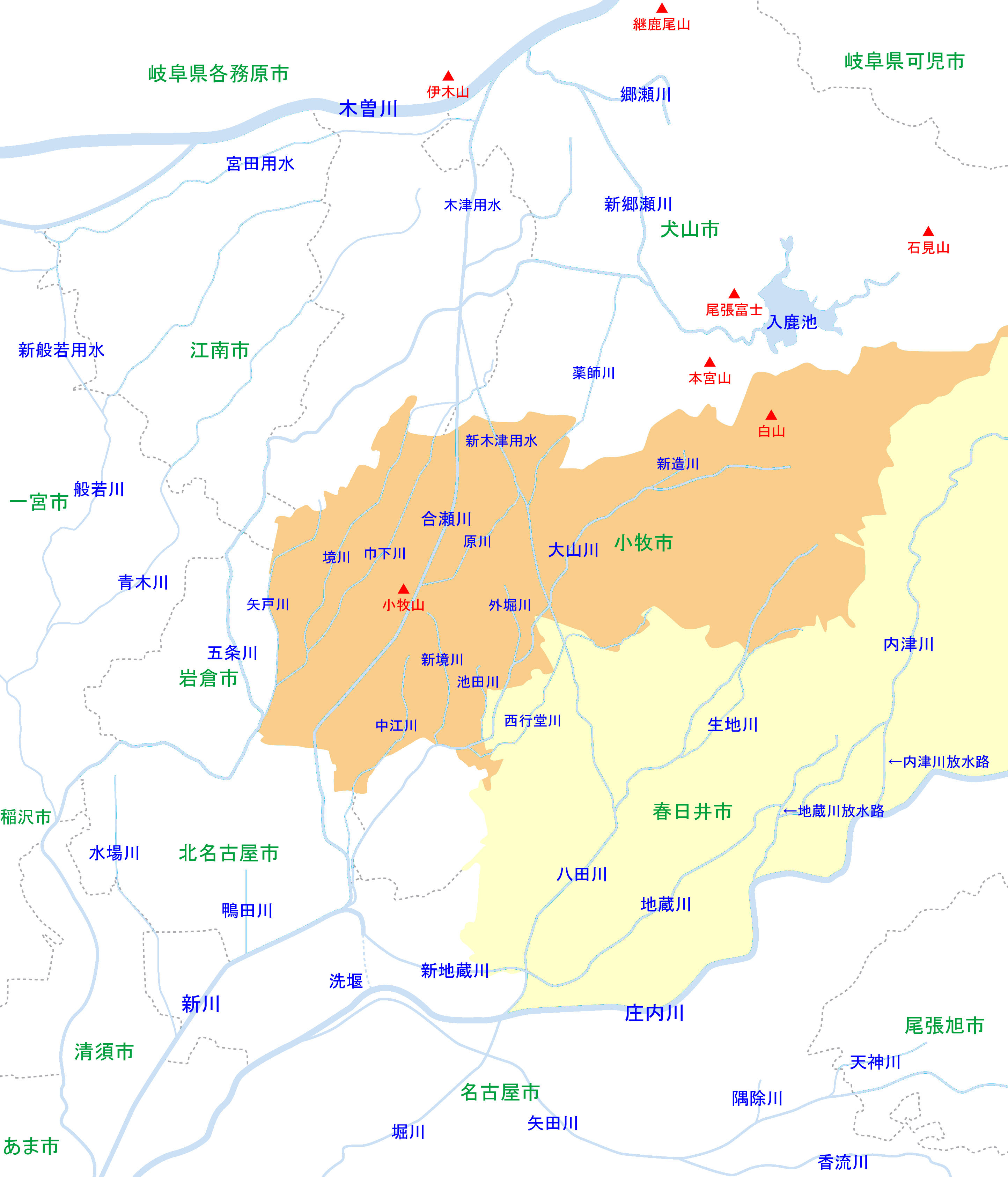
小牧市・春日井市周辺河川の位置関係図

香流川（かなれがわ）は、愛知県長久手市および名古屋市を流れる庄内川水系の一級河川。

## 地理
愛知県日進市・豊田市との境にほど近い長久手市岩作三ケ峯（やざこさがみね）辺りに源を発し同市の中心部を東南から北西にかけて流れた後、名古屋市名東区に入り、長久手市の杁ヶ池公園を水源とする藤ノ木川が合流。同区の北部を東から西にかけ流れ、千種区で矢田川に合流している。香流川は矢田川流量の四分の一を占める。矢田川は庄内川に合流するため、香流川は庄内川水系の二次支川となる。愛知万博会場には香流川に沿って自転車で行くことができた。
長久手市内では、散策コースが整備され、夏前には蛍、冬には鴨などが飛来し自然を身近に感じられる場所となっている。かつて愛知青少年公園の建設工事で源流の生態系が破壊されたが、愛知万博では環境影響評価会等を実施し環境への配慮を行った。
名東区内では両岸に500本の桜並木が2キロに渡って続き、春には桜祭りが行われる他、香流川緑道としてサイクリング・散策の格好の場となっている。また鯉やミドリガメも見られるほか、桜の花が咲く頃にはメジロなども飛来する。蛍生息の看板はあるが最近は見かけない。
この川の緑道（名古屋市内）はTBS系ドラマ「キッズ・ウォー」シリーズのロケ地として使われた。
名古屋市内では多くの人道橋がかけられている。

## 流域の自治体
愛知県
長久手市、名古屋市守山区、名東区、千種区

## 主な支流
- 堀越川
- 香桶川[注 5]
- 雁又川
- 藤ノ木川（長久手市内では鴨田川と呼ばれる）
- 八前川

## 主な橋梁
矢田川合流地点から上流へ記載
- ふれあい橋（人道橋）
- 香流橋（出来町通・愛知県道215号田籾名古屋線）
- 久留里人道橋
- 新屋敷橋
- 神の木人道橋
- 中島橋
- 香月人道橋
- 引山橋（名古屋環状2号線・国道302号）
- 延珠橋
- 延珠第2水管橋（水道橋）
- --- （水道橋）
- 延珠人道橋
- 藤森橋
- 新藤森橋（愛知県道59号名古屋中環状線）
- 振興橋
- 下川原橋
- 西原橋
- 草掛橋
- 新池田橋

-- 以下略

## 名前の由来
香流川の名前のいわれはいくつかある。
- 「河流」が約まり、それに佳字を宛てた（『日本全河川ルーツ大辞典』）[1]
- 片流れが変化した。
- 流域で選鉱が行われていたことから「金連川」「金流川」（かなれがわ）と呼ばれるようになり、表記が変化した（『香流川物語』）[1]。
- 応仁の乱時に兵火で焼け落ちた権道寺の焼けくずを川に投げ捨てた所、それ以来川より香の漂うようになり、その香源をたずねたところ、黄金の仏像が現れた。
- 水源の川底より香煙が立ち上った。
- 川底を掘ったら黄金の仏像が出た。
- 浅流或いは全く涸渇の時もあり、涸流川とも（『香流川物語』）[1]。
- 川より地蔵尊（永見寺）、大日如来（宗延寺）、薬師如来（昌隆寺）を掘り出した。
- 猪に追われた娘が祈ると猪の前で川の流れが急に大きくなり娘が助かった。

など

## ギャラリー

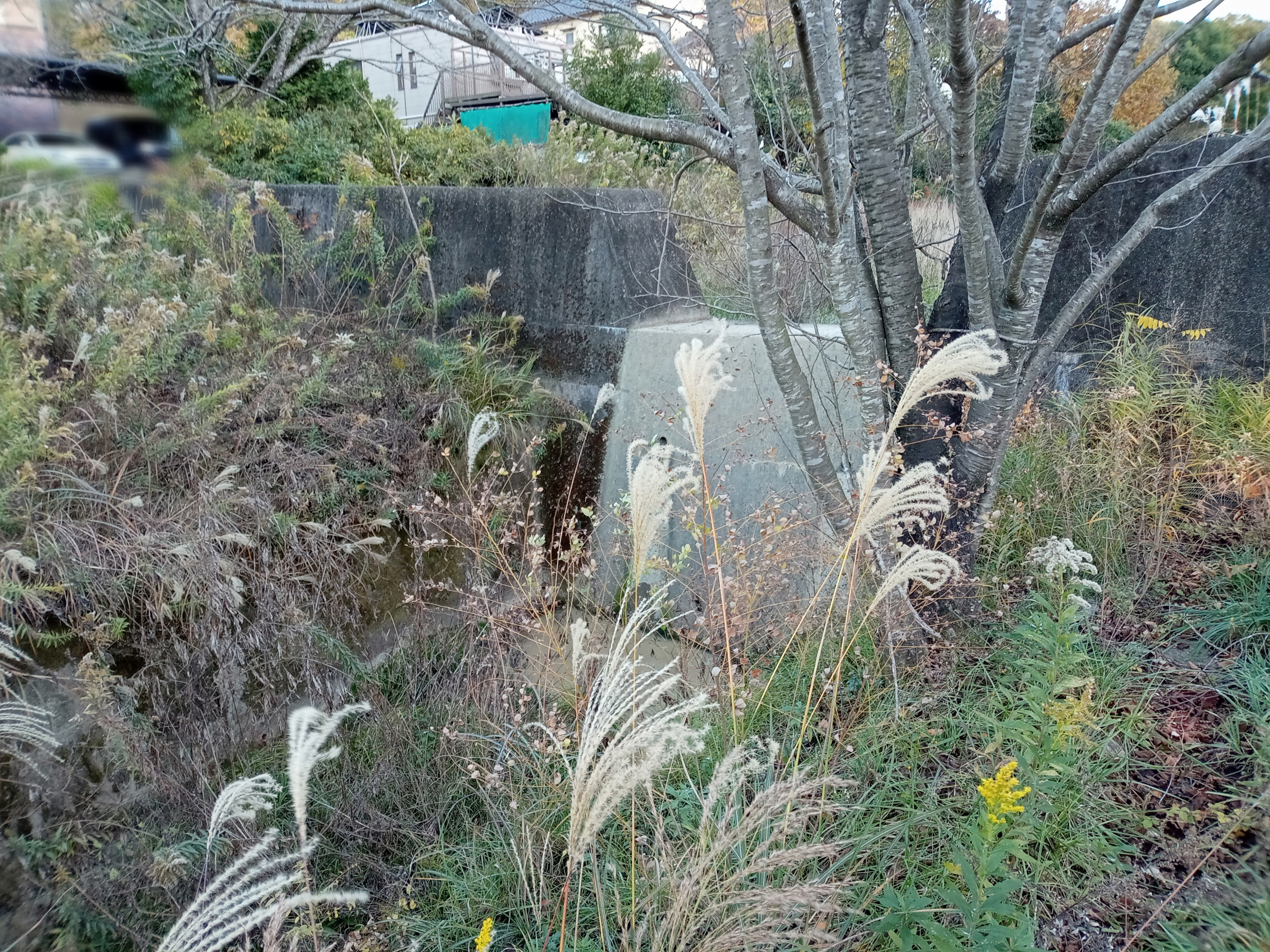
愛知県道215号田籾名古屋線沿いにある香流川の源流 （長久手市岩作三ヶ峯、2022年（令和4年）11月）
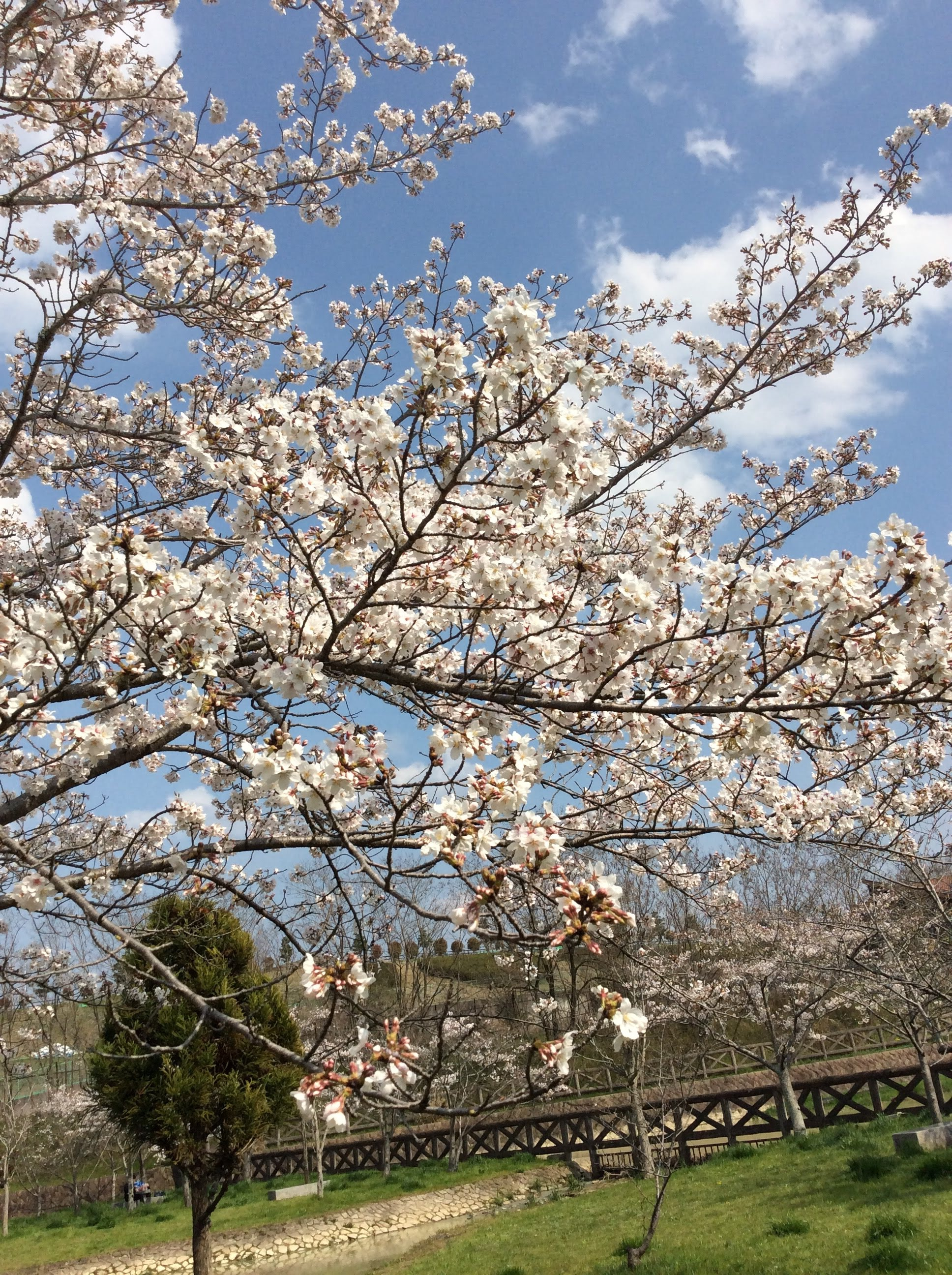
香流川砂防公園 （長久手市岩作三ヶ峯、2020年（令和2年）4月）
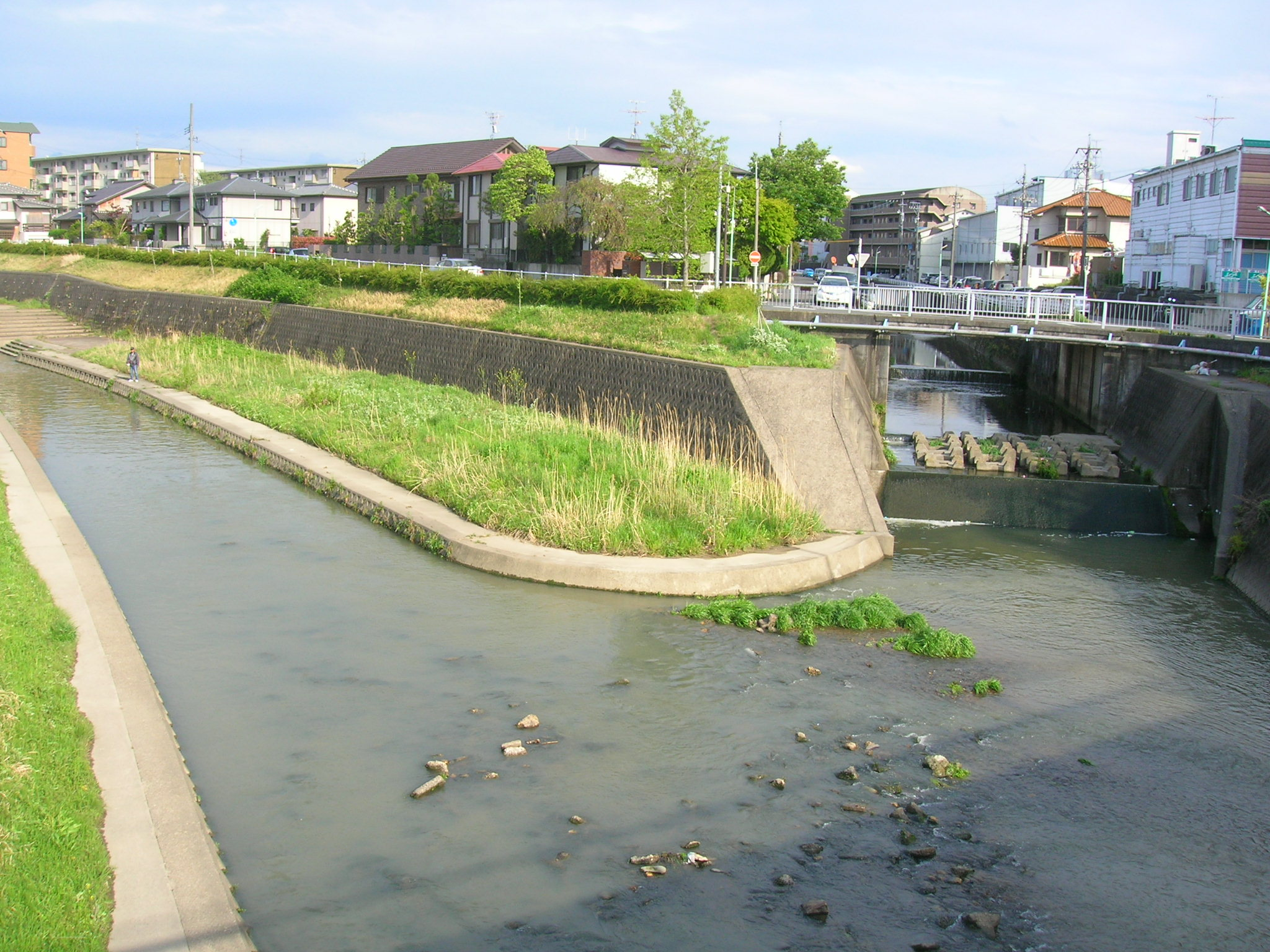
香流川（左）と藤ノ木川（右）の合流部 （守山区四軒家、2011年（平成23年）4月）
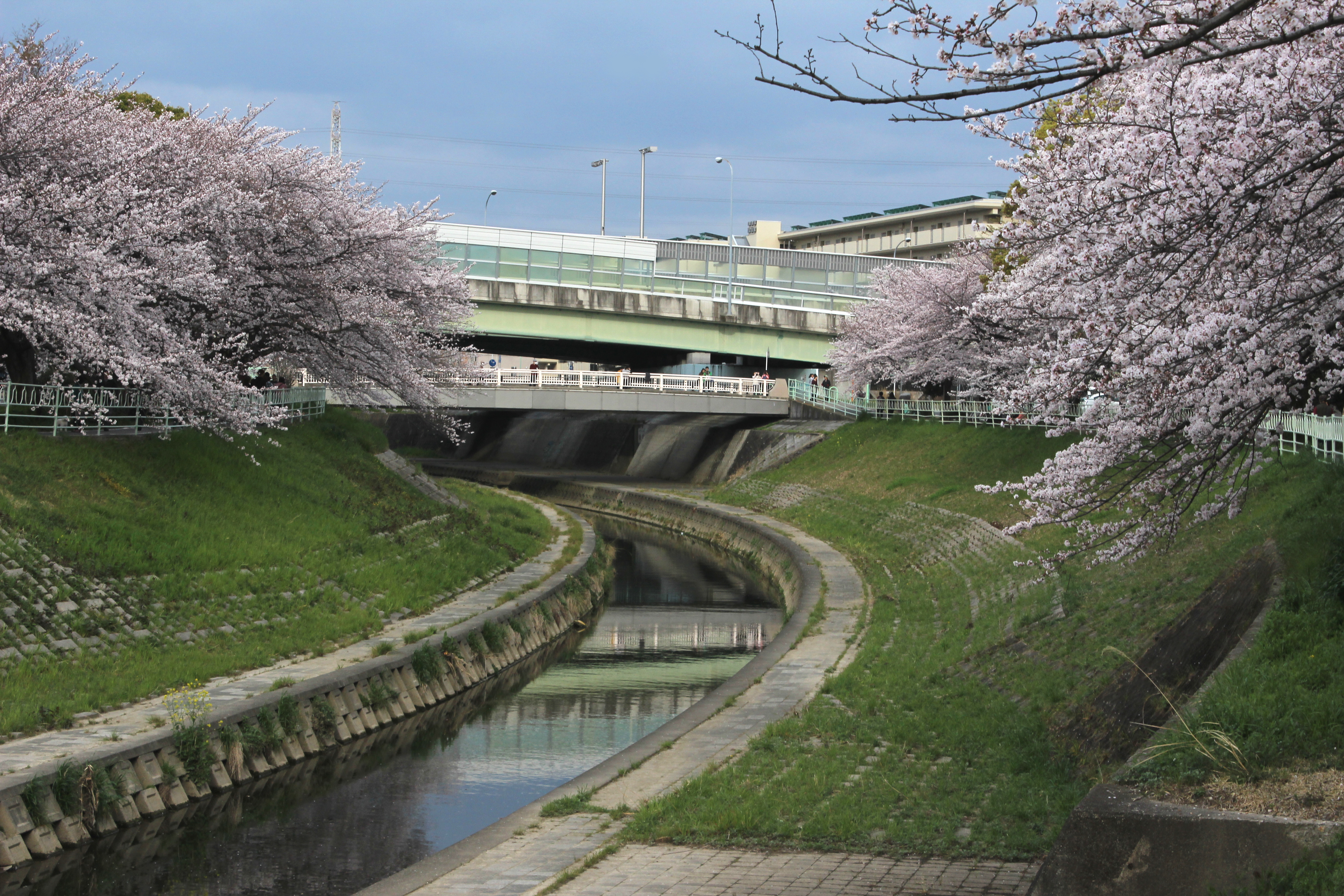
引山ICオフランプと香流川 （名東区香流、2016年（平成28年）4月）
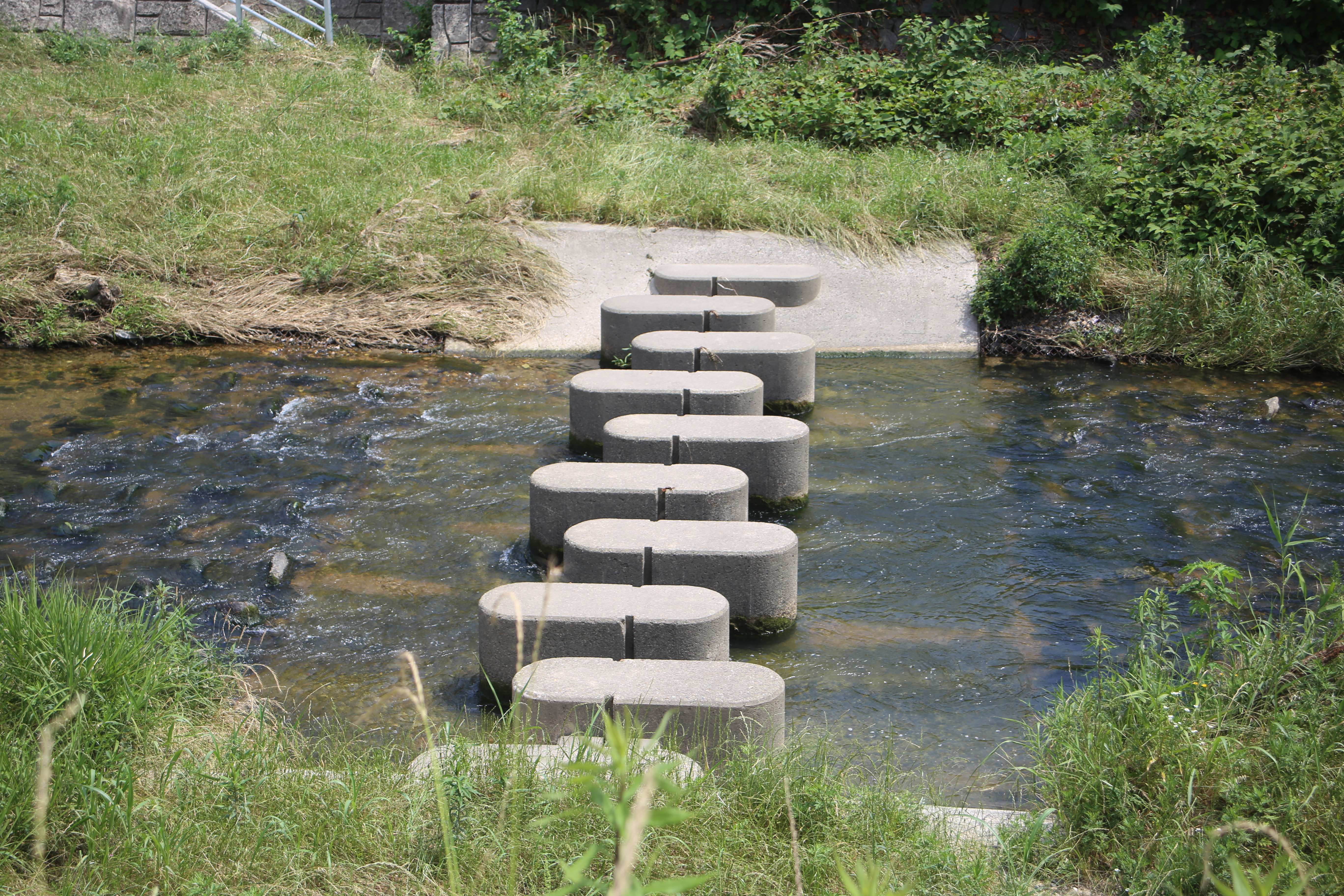
歩行者横断用の飛び石 （千種区京命、2020年（令和2年）6月）
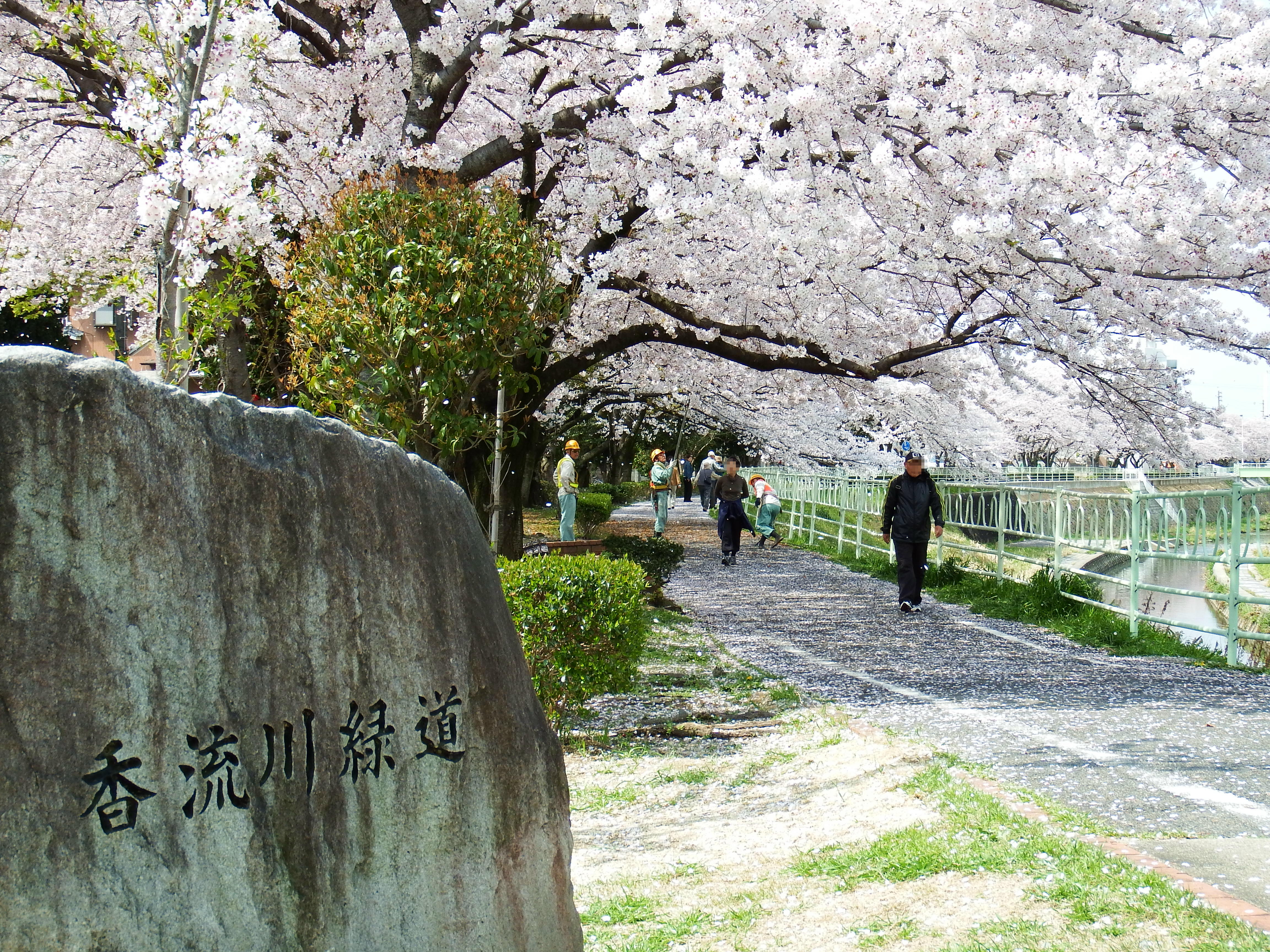
香流川緑道 （2014年（平成26年）4月）